# 崇侯虎
崇侯虎（すうこうこ）は､殷王朝末期（紀元前11世紀ごろ）の帝辛に仕えた武将。
『史記』殷本紀によると、崇侯虎は西伯侯が帝辛の残虐な行い（気に入らない妃を殺害、その父や諫言した家臣を醢刑・脯刑に処するなど）を憂えていると告げ口し、それにより西伯侯は羑里に幽閉された。後に釈放された西伯侯により討伐された。

## 創作・伝承
明代の小説『封神演義』では四大諸侯の一人（北伯侯）として登場する。
紂王（帝辛）の命令で、惜しみなく金と人民を酷使して鹿台を建築を僅か2年で造り上げるなど、紂王を諫めるどころか歓心ばかりを買っていることから姜子牙の怒りを招き、文王と子牙が率いる討伐軍により息子の崇応彪と共に殺された。

## 脚註
1. ↑  “史記 : 本紀 : 殷本紀 - 中國哲學書電子化計劃” (中国語). ctext.org. 2024年12月13日閲覧。
2. ↑  “史記 : 本紀 : 周本紀 - 中國哲學書電子化計劃” (中国語). ctext.org. 2024年12月13日閲覧。
3. ↑  『全訳　封神演義　2』勉誠出版、2017年11月30日。ISBN 9784585296423。